# Exocoetus monocirrhus
El volador barbudo o volador barbón es la especie Exocoetus monocirrhus, un pez marino de la familia exocoétidos, con una amplia distribución por toda la zona tropical y subtropical del mundo, encontrándose en el océano Índico, océano Pacífico y sureste del Atlántico.
Es pescado pero con una importancia comercial reducida.

## Anatomía
Con el cuerpo similar al de otros peces voladores de la familia, longitud máxima normal es de 20 cm. No tiene espinas en las aletas, con el cuerpo de color azul iridiscente en el lomo y blanco plateado en el vientre, las aletas pectorales y la aleta caudal son de color marrón grisáceo, mientras que el resto de las aletas son transparentes. Los juveniles presentan un dibujo con barras negras.

## Hábitat y biología
Es una especie pelágica que vive en la superficie del agua, de comportamiento oceanódromo, puede saltar y planear largas distancias sobre la superficie del agua.